# Волк-Леонович, Иосиф Васильевич
Ио́сиф Васи́льевич Волк-Леоно́вич (бел. Іосіф Васільевіч Воўк-Леановіч, 6 ноября 1891, хутор Левоновка Бобруйского уезда — 1938) — белорусский советский языковед.

## Биография
Волк-Леонович родился 6 ноября 1891 года на хуторе Леоновка (ныне Пуховичский район, Минская область, Республика Беларусь) в обедневшей дворянской семье. Отец — владелец хутора Левоновка Василий Андреевич Волк-Леонович, мать — Лариса Григорьевна. В 1911 году с отличием окончил Бобруйскую классическую гимназию и зачислен на историко-филологический факультет Петербургского университета. Ученик А. А. Шахматова и И. А. Бодуэна де Куртенэ.
В 1914 году сдав экзамены за третий курс университета, И.В. Волк-Леонович 30 ноября 1914 г. поступает в Николаевское кавалерийское училище, 1 июня 1915 г. произведен в прапорщики и был направлен в 7-й драгунский Кинбургский полк, дослужился до звания поручик кавалерии, награжден орденами св. Георгия 4 ст., св. Анны 3 ст.с мечами и бантом,св. Анны 4 ст.с надписью за храбрость, св. Станислава 2 ст., св. Станислава 3 ст. с мечами и бантом. Осенью 1917 года отправлен в Полтавский госпиталь для лечение от плеврита, возникшего как от осложнение от ранения пикой. В декабре того же года признан негодным к дальнейшей воинской службе и выписан для лечения в домашних условиях на хутор Левоновка.
В 1918—1920 годах работает преподавателем русского языка и латыни в частной гимназии Годыцкого-Цвирко в г. Бобруйске и Клецкой общественной гимназии. В 1920 году мобилизован в Красную армию.
В 1922 году возвращается в Петроградский университет для завершения учёбы. В 1924 году поступает ассистентом на кафедру истории белорусского языка Белорусского государственного университета. В 1924 году издаёт свою первую крупную работу «Историческое изучение белорусского языка в славянской филологии». В 1927 году становится доцентом кафедры истории белорусского языка в БГУ. Кроме истории белорусского языка И. В. Волк-Леонович читает научный курс русского языка, ведёт семинары по современному белорусскому языку, руководит спецсеминарами — по языку «Литовской метрики», по старославянскому языку, польскому, чешскому, сербскому, болгарскому языкам. Печатает научные работы по изучению древних белорусских письменных памятников, в частности издания Ф. Скорины. Совместно с С. М. Некрашевичем готовит работу по белорусской междиалектной зоне переходных говоров, с Е. Ф. Карским, Т. П. Ломтевым по фонетике белорусского языка.
В 1930 году, из-за нетерпимой обстановки наушничества в БГУ, Волк-Леонович уезжает в Саратов, где занимает должность заведующего кафедрой в Саратовском государственном университете имени Н. Чернышевского и продолжает научную работу.
15 апреля 1934 года И. В. Волк-Леонович арестован, но вскоре освобождён. Волк-Леонович срочно переводится в Оренбургский педагогический институт, где заведует кафедрой русского языка и литературы.
17 сентября 1937 года Иосиф Васильевич вновь арестован уже окончательно, 2 февраля 1938 года Волк-Леонович И. В. был осужден за «участие в контрреволюционной, террористической и диверсионно-вредительской организации» (ст.ст. 58-6, 58-8, 58-11 УК РСФСР) и был приговорен к ВМН — расстрелу с конфискацией имущества. Приговор был приведен в исполнение 2 февраля 1938 года. Место захоронения — Зауральная роща г. Оренбурга. Родным сообщили, что он умер на Крайнем Севере в 1943 году. В 1958 году И. В. Волк-Леонович реабилитирован.
Вместе с Е.Ф Карским и С. М. Некрашевичем его смело можно считать основоположником современного белорусского языкознания.
В 1994 году в г. Минске переизданы «Лекцыі па гісторыі беларускай мовы».

## Историческая справка
Фамилия Волк-Леонович принадлежит гербу Трубы и находится в списке древних шляхетских родов Беларуси. Родоначальником рода Волков-Леоновичей является боярин Леон Григорьевич Волк, получивший от короля Сигизмунда Августа в 1562 году грамоты на владение вотчинами в Речицком повете. Прадед Иосифа Васильевича — Флориан Волк-Леонович занимал должность гродского судьи в Речицком повете и, как свидетельствуют старинные документы, — к концу XVIII века обширные земельные владения Левоновичей имелись в селениях Высокая, Слобода Поташева (Флориан Волк-Левонович) и Азаричи, Кожановка, Серовка, Плутовка Белицкого уезда. В различных источниках встречаются разные написания фамилии: Волк-Левонович, Волк-Леванович.